# Towarzysz podróży
Towarzysz podróży (duń. Reisekammeraten, współ. duń. Rejsekammeraten) – baśń literacka autorstwa Hansa Christiana Andersena, wydana po raz pierwszy w 1835 roku.

## Historia
W 1830 roku Andersen opublikował baśń literacką, pt. Duch. Baśń ludowa z Fionii (duń. Dødningen, et fyensk Folke-Eventyr). Po kilku latach pisarz ją przeredagował i opublikował na nowo 16 grudnia 1835 roku pod zmienionym tytułem Towarzysz podróży (duń. Reisekammeraten). Nowa wersja ukazała się w zbiorze Bajki, opowiadane dla dzieci. Pierwszy zbiór. Drugi zeszyt. 1835 (duń. Eventyr, fortalte for Børn. Første Samling. Andet Hefte. 1835). Antologię opublikowało w Kopenhadze wydawnictwo C.A. Reitzel. Dziełko ukazywało się jeszcze dwukrotnie za życia Andersena w latach 1849 oraz 1862.
W baśni pojawiają się następujące postacie znane z podań i folkloru Skandynawii:
- kościelny skrzat (duń. kirkenissen) – niewielka istota w czerwonej, spiczastej czapce dbająca o kościół i karząca za złe w nim zachowywanie się, w baśni ukazujący się w wieży i pozdrawiający głównego bohatera[3][4]
- alfy[a] – drobne, magiczne, jasnowłose stwory, często przedstawiane ze skrzydełkami, w baśni tańczące w lesie i witające Johannesa[3][4][5]
- błędne ogniki (duń. lygtemændene) – tajemnicze światła nad łąkami i moczarami, często uważane za duchy, które zwodzą podróżujących, prowadząc ich do niebezpiecznych miejsc; w folklorze europejskim mają złośliwą naturę, wabiąc ludzi; w baśni zdobią czapki skrzatów na balu u trolla[6]
- troll – w folklorze skandynawskim duże, brzydkie indywiduum, często wrogie, mieszkające w górach lub lasach, posiadające moc magiczną[4]
- duch zmarłego (duń. dødning) – ucieleśniony nieżyjący człowiek, w baśni towarzyszący i pomagający bohaterowi z wdzięczności za obronienie zwłok przed znieważeniem[4].

Elementami zaczerpniętymi z podań i legend są również: magiczne mikstury (np. maść), cudowne przedmioty, nadludzkie zdolności (np. zdolność latania), mówiące przedmioty (np. marionetki).

## Polskie przekłady
Baśń została przetłumaczona na język polski:
- 1862 – Towarzysz podróży: M. Chr. (tłum.): Bajki. Leszno. Brak numerów stron w książce
- 1892 – Towarzysz podróży (tłum. anonimowe): Bajki i opowiadania. Warszawa. Brak numerów stron w książce
- 1898 – Towarzysz podróży (tłum. anonimowe): Baśnie i powiastki dla młodego wieku. Poznań. Brak numerów stron w książce
- 1899 – Towarzysz podróży: Cecylia Niewiadomska (tłum.): Baśnie. Warszawa. Brak numerów stron w książce
- 1900 – Towarzysz podróży: Maria Glotz (tłum.): Czarodziejskie powieści Andersena. Warszawa. Brak numerów stron w książce
- 1927 – Towarzysz podróży. Baśń fantastyczna: Janina Colonna-Walewska (tłum.): Czarodziejskie powieści Andersena. Warszawa. Brak numerów stron w książce
- 1931 – Towarzysz podróży: Stefania Beylin (tłum.): Baśnie. Warszawa. Brak numerów stron w książce
- 1938 – Towarzysz podróży: Marceli Tarnowski (tłum.): Bajki. Warszawa. Brak numerów stron w książce
- 1938 – Zaczarowana królewna: Adam Przemski (tłum.): Bajki. Kraków. Brak numerów stron w książce
- 1946 – Towarzysz podróży: Witold Zechenter (tłum.): Bajki. Kraków. Brak numerów stron w książce
- 2006 – Towarzysz podróży: Bogusława Sochańska (tłum.): Baśnie i opowieści. Tom I 1830–1850. Poznań. s. 121–135. ISBN 978-83-7278-194-9. (z oryginału duńskiego)

## Fabuła
Johannes jest bardzo zasmucony, ponieważ jego ciężko chory ojciec umiera. Umierający ojciec chwali Johannesa jako dobrego syna. Chłopak płacze, czując się zupełnie sam na świecie. Śpiąc śni o słońcu i księżycu kłaniających się przed nim, widzi zdrowego ojca i piękną dziewczynę z koroną, która podaje mu rękę, ale po przebudzeniu wszystko znika, a ojciec leży martwy.  Psalm i piękno natury przynoszą Johannesowi ukojenie podczas pogrzebu. Obiecuje sobie być dobrym człowiekiem, by dołączyć do ojca w niebie, i uśmiecha się na myśl o ponownym spotkaniu, mimo łez płynących po policzkach.  
Chłopak pakuje swój skromny dobytek, zabiera pięćdziesiąt talarów i kilka srebrnych szylingów, po czym wyrusza w świat, modląc się przy grobie ojca o błogosławieństwo. Na polu podziwia piękno świata, kwiaty i wiatr witają go, a na wieży widzi kościelnego skrzata, który żegna go, życząc szczęścia. Wędruje coraz dalej, mijając nieznane miasta i ludzi, czując się obco wśród nieznanych.  
Pierwszą noc spędza w stogu siana, zachwycony pięknem pola, rzeki i nieba, które uważa za wspanialsze niż królewską sypialnię. W niedzielę idzie do kościoła, śpiewa psalmy i słucha kazania, czując się jak w domu, gdzie był chrzczony i modlił się z ojcem. Na cmentarzu sprząta groby, stawia przewrócone krzyże i układa wieńce, myśląc o grobie ojca, którego nie może pielęgnować. Przy bramie cmentarza daje żebrakowi swoje szylingi i wyrusza dalej, szczęśliwy i zadowolony.  
Gdy wieczorem pogoda się psuje, Johannes znajduje schronienie w samotnym kościele na wzgórzu, gdzie postanawia odpocząć. W nocy widzi w kościele otwartą trumnę z niepogrzebanym zmarłym i dwóch złych ludzi, którzy chcą zbezcześcić ciało. Oddaje swoje pięćdziesiąt talarów, by przekupić złoczyńców, którzy chcieli zbezcześcić zmarłego z powodu jego długów, i dzięki temu ciało pozostaje w spokoju. W lesie Johannes widzi wesołe alfy bawiące się w świetle księżyca, które nie boją się go, wiedząc, że jest dobrym człowiekiem.  
Nieznajomy mężczyzna dołącza do Johannesa, proponując wspólną podróż. Szybko się zaprzyjaźniają. Podróżnik opowiada o świecie, a podczas odpoczynku spotykają starą kobietę, która łamie nogę, zbierając drewno. Towarzysz Johannesa leczy nogę staruszki magiczną maścią, w zamian biorąc trzy pęki witek, które kobieta miała w fartuchu. Potem wędrowcy docierają do gór. W karczmie oglądają przedstawienie kukiełkowe, które przerywa buldog rzeźnika, niszcząc lalkę królowej, co zasmuca lalkarza. Towarzysz Johannesa naprawia lalkę maścią, która ożywia ją, umożliwiając samodzielny ruch. W nocy kukiełki w teatrze wzdychają, pragnąc ożywienia jak królowa, a lalkarz, wzruszony, oferuje pieniądze za posmarowanie innych lalek, ale towarzysz Johannesa przyjmuje tylko jego szablę.  
Johannes i jego towarzysz wspinają się na góry, podziwiając piękno świata, a dźwięki rogów myśliwskich i widoki wywołują u chłopaka łzy radości. Widzą piękną białą łabędzicę, która śpiewa i umiera u ich stóp, a towarzysz Johannesa odcina jej skrzydła, uznając je za cenne.  
Docierają do wielkiego miasta z marmurowym zamkiem królewskim. Zatrzymują się w karczmie, by się przygotować przed wejściem do miasta. Karczmarz opowiada o złej księżniczce, która każe zalotnikom odgadnąć trzy zagadki, a w razie porażki skazuje ich na śmierć. Johannes, oburzony okrucieństwem księżniczki, mówi, że zasługuje na karę. Ludzie wiwatują, gdy księżniczka przejeżdża na białym koniu w złotej szacie, otoczona dwunastoma pannami na czarnych koniach, choć jej uroda przewyższa jej stroje. Johannes czerwieni się na widok księżniczki, która przypomina mu dziewczynę z jego snu, i zakochuje się w niej, nie wierząc, że jest złą czarownicą.  
Pomimo ostrzeżeń towarzysza podróży i innych, chłopak, pełen optymizmu, przygotowuje się i udaje na zamek, by spróbować szczęścia. Stary król wita Johannesa, ale płacze, dowiedziawszy się, że jest on kolejnym zalotnikiem, bojąc się o jego los.  Król prowadzi chłopca do ogrodu księżniczki, gdzie w drzewach wiszą szkielety niefortunnych zalotników, ostrzegając go przed niebezpieczeństwem. Johannes, niezrażony, całuje króla w rękę i wyraża pewność, że zdobędzie księżniczkę, którą bardzo kocha. Księżniczka przybywa z damami, wita Johannesa uprzejmie, a on zakochuje się w niej jeszcze bardziej, nie wierząc w jej złą naturę. Chłopak ma wrócić następnego dnia na zamek, by odgadnąć zagadkę księżniczki, a jeśli mu się nie uda, straci życie. 
Towarzysz podróży smuci się, przewidując zgubę Johannesa, ale proponuje wspólną zabawę, by cieszyć się ostatnią nocą. Miasto pogrąża się w żałobie, gdy wieść o nowym zalotniku się rozchodzi, a król i kapłani modlą się w kościele. Towarzysz podróży podaje Johannesowi napój, który usypia go, a sam, niewidzialny, podąża za księżniczką, która nocą leci do wnętrza góry. We wnętrzu góry księżniczka spotyka trolla, który doradza jej, by pomyślała o swoim bucie jako zagadce, a towarzysz podróży podsłuchuje ich rozmowę.  
Następnego dnia Johannes odgaduje, że księżniczka myślała o bucie, co wywołuje radość króla i zdumienie księżniczki. Towarzysz podróży ponownie śledzi księżniczkę, która tym razem myśli o rękawiczce, i przekazuje to Johannesowi jako sen, co pozwala mu odgadnąć drugą zagadkę. Przed trzecią zagadką księżniczka, zdesperowana, konsultuje się z trollem, który sugeruje, by pomyślała o jego głowie. Towarzysz podróży odcina głowę trolla. Johannes odgaduje trzecią zagadkę, pokazując głowę trolla, co sprawia, że księżniczka staje się jego narzeczoną, a król ogłasza zaręczyny.  
Miasto świętuje wesele Johannesa i księżniczki z muzyką, ucztowaniem i tańcami. Radość ogarnia wszystkich mieszkańców.  Towarzysz podróży daje Johannesowi pióra i krople, by odczarować księżniczkę, którą trzykrotnie zanurza w wodzie, uwalniając ją od czaru. Odczarowana księżniczka, piękniejsza niż kiedykolwiek, dziękuje Johannesowi, a król i dwór świętują ich szczęście; towarzysz podróży ujawnia, że jest duchem zmarłego, i znika. Johannes i księżniczka, bardzo zakochani, spędzają miesiąc na weselu, a po śmierci starego króla Johannes zostaje królem całego królestwa.

## Galeria

Ilustracje baśni Towarzysz podróży
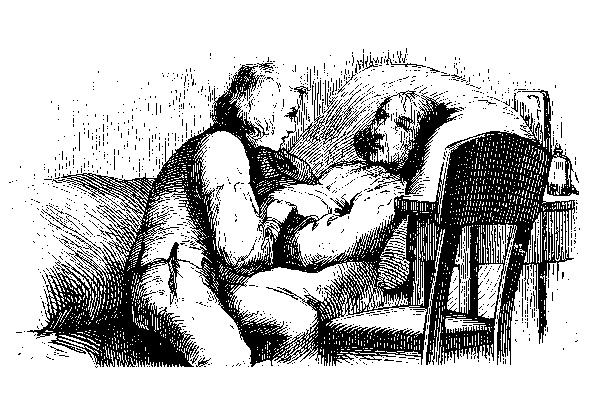
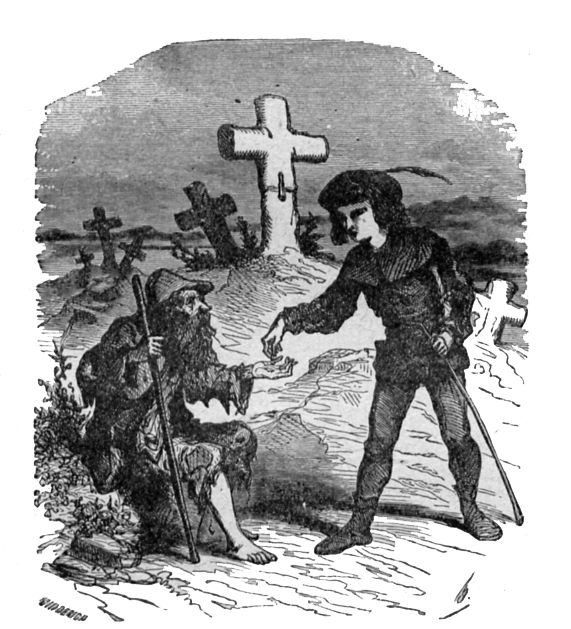
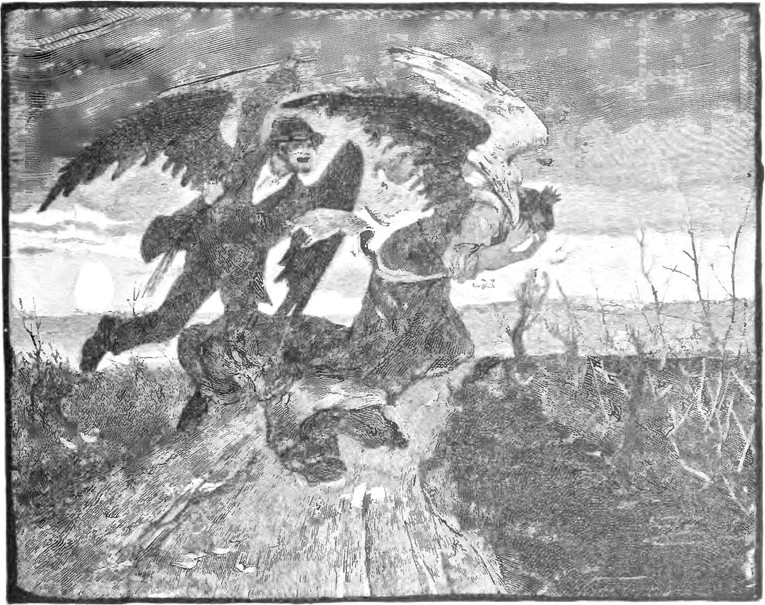
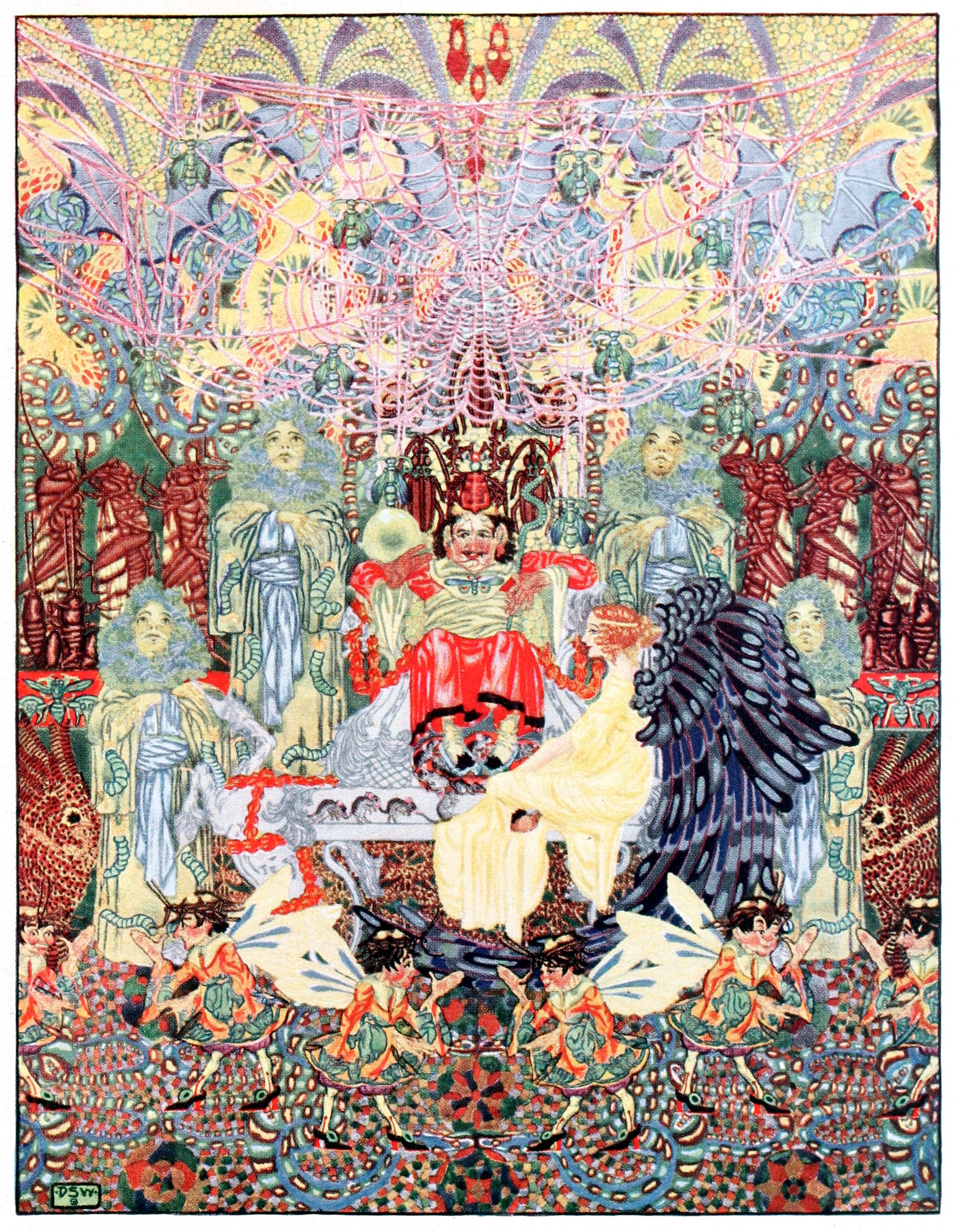
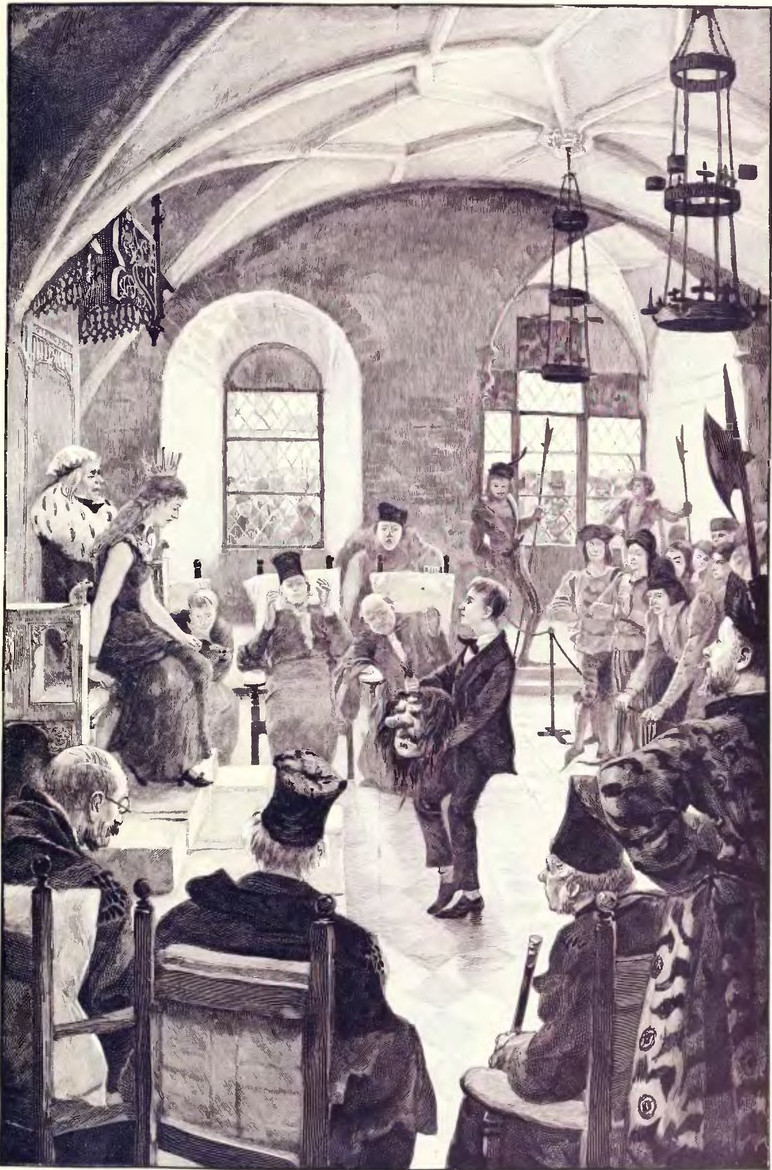

## Adaptacje
- 1971 – „Andersen Monogatari” seria TV anime, Mushi Production, odcinki 27–29
- 1976 – Księżniczka na grochu, odcinek filmu radzieckiego
- 1990 – O Janovi a podivuhodném příteli(inne języki), film powstały w koprodukcji, reż. Ludvík Ráža(inne języki)
- 2003 – „Towarzysz podróży”, odcinek serii animowanej Pan Andersen opowiada